# Ousseynou Cissé
Ousseynou Cissé (Suresnes, 6 aprile 1991) è un calciatore maliano con cittadinanza francese, difensore svincolato.

## Carriera

### Nazionale
Tra il 2015 ed il 2016 ha giocato complessivamente 5 partite con la nazionale maliana.